# Malgassothisa trifida
Malgassothisa trifida är en fjärilsart som beskrevs av Claude Herbulot 1966. Malgassothisa trifida ingår i släktet Malgassothisa och familjen mätare. Inga underarter finns listade i Catalogue of Life.